# Atletismo nos Jogos Pan-Americanos de 2019 - Maratona masculina
A competição de maratona masculina do atletismo nos Jogos Pan-Americanos de 2019 foi disputada em 27 de julho no Parque Kennedy, em Lima.

## Calendário
Horário local (UTC-5).
| Data        | Horário | Fase  |
| ----------- | ------- | ----- |
| 27 de julho | 09:30   | Final |

## Medalhistas
| Ouro   | PER Cristhian Pacheco |
| Prata  | MEX José Luis Santana |
| Bronze | MEX Juan Joel Pacheco |

## Recordes
Antes desta competição, os recordes mundiais e dos Jogos Pan-Americanos da prova eram os seguintes:
| Tipo                             | Atleta         | Tempo   | Local   | Data                   |
| -------------------------------- | -------------- | ------- | ------- | ---------------------- |
|                                  | Eliud Kipchoge | 2:01:39 | Berlim  | 16 de setembro de 2018 |
| Recorde dos Jogos Pan-Americanos | Jorge González | 2:12:43 | Caracas | 28 de agosto de 1983   |

Os seguintes novos recordes foram estabelecidos durante esta competição.
| Data        | Evento | Atleta                | Tempo   | Notas                            |
| ----------- | ------ | --------------------- | ------- | -------------------------------- |
| 27 de julho | Final  | PER Cristhian Pacheco | 2:09:31 | Recorde dos Jogos Pan-Americanos |

## Resultado
| Pos. | Bib | Atleta                   | Tempo   | Diferença  | Notas                            |
| ---- | --- | ------------------------ | ------- | ---------- | -------------------------------- |
| 01 ! | 33  | PER Cristhian Pacheco    | 2:09:31 | —          | Recorde dos Jogos Pan-Americanos |
| 02 ! | 30  | MEX José Luís Santana    | 2:10:54 | +0:13      | Recorde pessoal                  |
| 03 ! | 29  | MEX Juan Joel Pacheco    | 2:12:10 | +1:29      |                                  |
| 4    | 36  | USA Augustus Maiyo       | 2:12:25 | +1:44      | Recorde pessoal                  |
| 5    | 32  | PER Willy Canchanya      | 2:12:42 | +2:01      | Recorde pessoal                  |
| 6    | 31  | PAR Derlis Ayala         | 2:12:54 | +2:13      | Recorde pessoal                  |
| 7    | 34  | URU Ronal Cuestas        | 2:13:59 | +3:18      | Recorde pessoal                  |
| 9    | 25  | ECU Segundo Jami         | 2:14:14 | +3:33      |                                  |
| 9    | 19  | ARG Miguel Ángel Barzola | 2:17:18 | +6:37      |                                  |
| 10   | 26  | GUA Williams Julajuj     | 2:17:21 | +6:40      | Recorde pessoal                  |
| 11   | 21  | BRA Wellington Bezerra   | 2:17:33 | +6:52      |                                  |
| 12   | 28  | ISV Eduardo Garcia       | 2:19:12 | +8:31      |                                  |
| 13   | 20  | ARG Mariano Mastromarino | 2:20:15 | +9:34      |                                  |
| 14   | 35  | USA Aaron Braun          | 2:21:55 | +11:14     |                                  |
| 15   | 24  | COL John Tello           | 2:27:15 | +16:34     |                                  |
| 16   | 27  | GUA Juan Carlos Trujillo | 2:28:18 | +17:37     |                                  |
| —    | 22  | CHI Leslie Encina        | DNF     | +99:59.8 ! |                                  |
| —    | 23  | COL Jeisson Suárez       | DNF     | +99:59.8 ! |                                  |

Legenda
| Recorde mundial                  | Recorde mundial (World record)               |                       | Recorde africano                      | Recorde africano (African) |                                           | Q | Classificado por posição (Qualified) |
| Recorde dos Jogos Pan-Americanos | Recorde pan-americano (Pan-American record)  | Recorde da América    | Recorde da América (Americas)         | q                          | Classificado por melhor tempo (Qualified) |   |                                      |
| Melhor marca do ano              | Melhor marca do ano (World leading)          | Recorde asiático      | Recorde asiático (Asian)              | DNS                        | Não largou (Did not start)                |   |                                      |
| Recorde nacional                 | Recorde nacional (National record)           | Recorde europeu       | Recorde europeu (European)            | DNF                        | Não terminou (Did not finish)             |   |                                      |
| Recorde pessoal                  | Recorde pessoal do atleta (Personal best)    | Recorde da Oceania    | Recorde da Oceania (Oceania)          | DSQ / DQ                   | Desclassificado (Disqualified)            |   |                                      |
| Recorde da temporada             | Recorde da temporada do atleta (Season best) | Recorde sul-americano | Recorde sul-americano (South America) | NM                         | Sem marca (No mark)                       |   |                                      |